# Silene maurorum
Silene maurorum är en nejlikväxtart som beskrevs av Jules Aimé Battandier och Pitard. Silene maurorum ingår i släktet glimmar, och familjen nejlikväxter. Inga underarter finns listade i Catalogue of Life.